# Contratti di lavoro con funzione formativa
I contratti di lavoro con funzione formativa sono contratti di lavoro subordinato che consentono la formazione professionale dell'individuo e la possibilità di accumulare esperienza e conoscenze in un determinato settore.
Si dividono in:
- contratto di apprendistato
- contratto di formazione e lavoro
- contratto di inserimento